# Front Independentista
El Front Independentista (FI) és la primera coalició formada pels moviments partidaris de la independència de Nova Caledònia el 4 de juny de 1979 per a les eleccions territorials de Nova Caledònia de 1979 per a formar una majoria per assolir la sobirania utilitzant les institucions existents.

## Components
El Front era format pels partits:
- Unió Caledoniana (UC), de Rock Pidjot (president i diputat), Jean-Marie Tjibaou (vicepresident), Maurice Lenormand (vicepresident del Consell de Govern i cap efectiu de l'executiu local des de 1978) i Pierre Declercq (secrétaire général). la Unió Caledonian de Rock Pidjot (president i membres) de Jean-Marie Tjibaou (Vicepresident), Maurice Lenormand (Vicepresident del Govern i, per tant, el cap efectiva de l'executiu local des de 1978, i diputat) i Pierre Declercq (Secretari General). Antic partit autonomista que va dominar la vida política caledoniana des dels anys 1950 fins als anys 1970. Optà oficialment per la independència al Congrés de Bourail de 1977.
- Partit d'Alliberament Canac (Palika), el partit independentista més radical fundat el 1975 a partir dels grups Foulards Rouges i Grup 1878.
- Front Unit d'Alliberament Canac (FULK) de Yann Céléné Uregeï.
- Partit Socialista Caledonià (PSC) de Jacques Violette.
- Unió Progressista Melanèsia (UPM) d'André Gopea.

## Evolució
Organitzaren per a les eleccions de 1979 una llista comuna que va obtenir el 34,4% dels vots i 14 escons de 36, repartits 10 per a UC, 1 per a Palika, 1 per l'UPM, 1 pel FULK i 1 pel PSC. Els anti-independentistes del RPCR en van obtenir 15 i els altres 7 anaren a parar a la Fédération pour une Nouvelle Société Calédonienne (FNSC); aquests dos van formar un govern de coalició anomenat Entesa Nacional per a formar el consell de govern. Però el 9 de juny de 1982 es va aprovar una moció de censura gràcies a la retirada del FNSC del govern de coalició, a causa d'un desacord sobre la reforma fiscal. I la FNSC, tot i que contrària a la independència. S'uní al Front Independentista per a formar un nou govern presidit per Jean-Marie Tjibaou el 18 de juny de 1982.
A partir d'aquest moment, els independentistes arribaren al poder, quatre membres del FI formaren part del govern en set (Jean-Marie Tjibaou, Henri Bailly, André Gopea, Yvonne Hnada, Henri Wetta). Però l'assassinat de Pierre Declercq, secretari general de la Unió Caledoniana, el 19 de setembre de 1981 i el poc significatiu avanç de l'independentisme és poc significativa, alhora que els seus partidaris eren al poder, empentà als independentistes a considerar que era impossible assolir la sobirania a través del Consell de Govern i promogueren l'adopció d'una línia més dura en el seu discurs i la ruptura total amb les institucions existents.
Així, en una conferència celebrada entre el 22 i el 24 de setembre de 1984 es va dissoldre el Front Independentista i fou substituït pel Front d'Alliberament Nacional Canac Socialista (FLNKS), que immediatament va fer una crida a boicotejar les eleccions territorials del desembre.